# Ritratto di Jacopo Sansovino
Il dipinto dal titolo Ritratto di Jacopo Sansovino è opera del pittore Jacopo Tintoretto (1518-1594). Si chiamava in realtà Jacopo Robusti ed era detto anche il Furioso, per il dinamismo con cui dipingeva e per la sensazione di luce e di grande movimento che dava alle sue opere.

## Descrizione
Sul fondo di questo ritratto si legge: Jacopo Tatti Sansovino. In origine questa tela era di proprietà di Francesco de' Medici. La datazione probabile si riferisce all'anno in cui Tintoretto fu accolto nell'Accademia delle arti del disegno di Firenze. Architetto e scultore fiorentino, Jacopo Sansovino lavorò molti anni a Venezia, lasciando la sua impronta di architetto nell'architettura cinquecentesca della città. Qui è ritratto quattro anni circa prima della morte: su un fondo bruno scuro, non uniforme, risaltano la folta barba bianca e la mano che stringe il compasso e lo scalpello, a sintetizzare le arti in cui Tatti eccelse durante la sua carriera. Il dipinto, firmato Jacobus Tentorettus, è inserito in una ricca cornice dorata barocca, impreziosita da un motivo a nastro di foglie d'alloro.
Da questa immagine fu tratta una incisione da Carlo Lasinio (1759 –1838).

### Repliche
Il Ritratto di Jacopo Sansovino, olio su tela, 1566 circa, 49×36 cm, conservato a Weimar, allo Staatliche Kunstsammlungen forse è servito come modello autografo per il dipinto agli Uffizi. Una replica è rappresentata dal Ritratto di Jacopo Sansovino, 1566 circa, olio su tela, 48x40, conservato a Newport (Rhode Island), nella Collezione W. Coles Cuball e una volta conservato a Firenze, nella Collezione Volterra e per la prima volta descritto dal Fiocco.

### Esposizioni
- Exposition de l'Art italien de Cimabue a Tiepolo, Parigi, 1935
- Il Tintoretto, Venezia, 1937
- Architettura e utopia nella Venezia del Cinquecento, Venezia, 1980
- Jacopo Tintoretto. Ritratti, Venezia - Vienna, 1994
- Jacopo Tintoretto, 1519-1594. Il grande collezionismo mediceo, Firenze, 1994-1995
- Venere svelata. La Venere di Urbino di Tiziano, Bruxelles, 2003-2004
- Jacopo Tintoretto (1518-1594), Madrid, 2007
- Andrea Palladio, Londra, 2009
- Tintoretto, Roma, 2012